# William M. Jennings Trophy

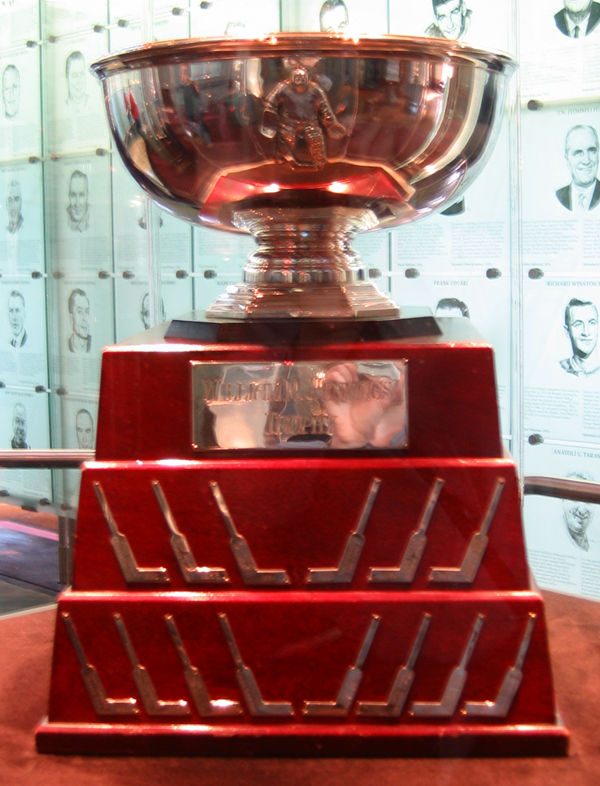
Die William M. Jennings Trophy in der Hockey Hall of Fame in Toronto

Die William M. Jennings Trophy ist eine Eishockey-Trophäe in der National Hockey League (NHL). Sie wird jährlich an den oder die Torhüter mit mindestens 25 Einsätzen vergeben, deren Team in der regulären Saison die wenigsten Gegentreffer kassiert hat.
Die Trophäe wurde nach dem Eishockeyfunktionär William M. Jennings benannt, der bis zu seinem Krebstod im Jahr 1981 als Präsident der New York Rangers aktiv war und Mitglied der Hockey Hall of Fame ist. Die Trophäe wurde vom Vorstand der NHL gestiftet und in der Saison 1981/82 erstmals vergeben.

## Vergabe und Geschichte
Bereits seit 1946 wurden die Torhüter der Mannschaft mit den wenigsten Gegentoren mit der Vezina Trophy ausgezeichnet. Vor der Saison 1981/82 entschied sich die Liga allerdings, den Gewinner der Trophäe als „besten Torhüter“ künftig durch eine Abstimmung unter den General Managern der NHL zu ermitteln. Um die Torhüter mit den wenigsten Gegentoren auch weiterhin zu ehren, wurde im Gegenzug eine neue Trophäe, die William M. Jennings Trophy, gestiftet. Erste Gewinner waren am Ende der Saison Rick Wamsley und Denis Herron von den Canadiens de Montréal.
Bisher wurde die Auszeichnung 27 Mal an ein Duo aus zwei Torhütern vergeben, die beide in der regulären Saison 25 Spiele oder mehr bestritten hatten. Als erster Torhüter konnte Ed Belfour im Jahr 1991 die Trophäe alleine gewinnen, nachdem zuvor neunmal in Folge ein Torhüter-Gespann siegreich war. Obwohl dies bei aktuell 82 Saisonspielen theoretisch möglich wäre, gewannen noch nie drei Torhüter derselben Mannschaft die Auszeichnung.
Am Ende der Saison 2002/03 schlossen mit den Philadelphia Flyers und den New Jersey Devils zum ersten Mal seit der Einführung der Trophäe zwei Mannschaften mit der gleichen Gegentorzahl als defensivstärkstes Team die Saison ab. Somit wurde die Trophäe sowohl an Roman Čechmánek und Robert Esche von den Flyers als auch an Martin Brodeur von den Devils vergeben. Gleiches gelang 2014/15 Carey Price von den Canadiens de Montréal und Corey Crawford von Chicago Blackhawks.
Seit 1982 gelang es insgesamt zehn verschiedenen Spielern, in derselben Saison sowohl die William M. Jennings Trophy als auch die Vezina Trophy zu gewinnen. Patrick Roy, Ed Belfour, Dominik Hašek, Martin Brodeur und Connor Hellebuyck gelang dieses „Double“ jeweils zweimal, wobei Brodeur (2004) und Hellebuyck (2025) als bisher einzige Torhüter beide Trophäen verteidigen konnten. Zudem gewannen Miikka Kiprusoff, Tim Thomas, Carey Price, Marc-André Fleury und Linus Ullmark die Kombination je einmal.

## Gewinner der William M. Jennings Trophy
Die Untergrenze von 25 Partien wurde in der Saison 1994/95, die durch einen Lockout verkürzt war, auf 14 Spiele reduziert. 2005 wurde die Saison aufgrund eines weiteren Lockouts komplett abgesagt und die Trophäe nicht vergeben. Abermals reduziert wurde die Untergrenze für die aufgrund der COVID-19-Pandemie verkürzten Spielzeit 2020/21.
Abkürzungen: Sp = Spiele, GT = Gegentore, GTS = Gegentorschnitt, Ges. = Gesamtzahl der Gegentore der Mannschaft

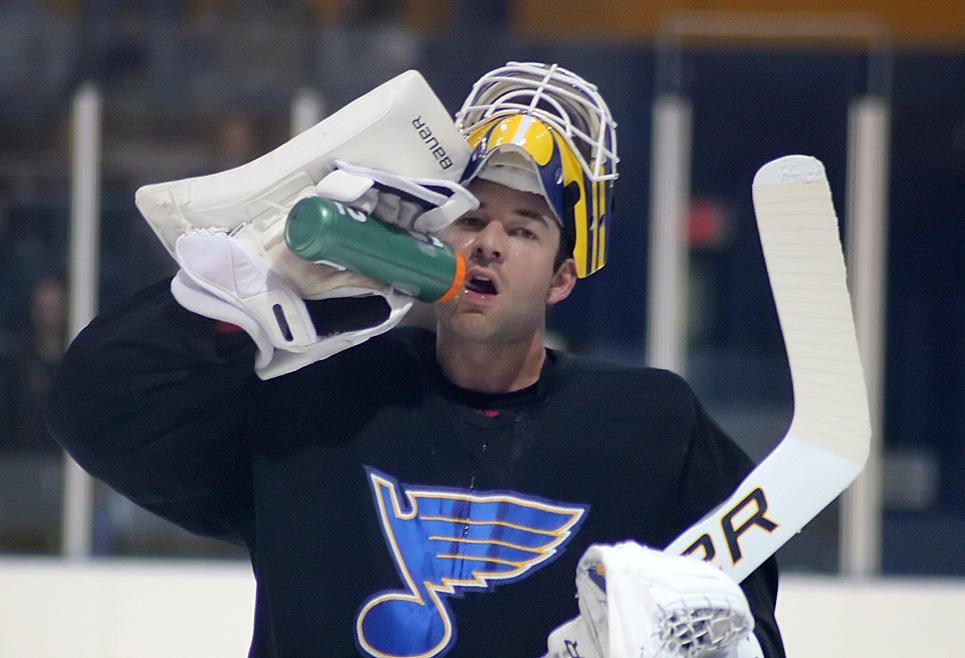
Brian Elliott ist einer der beiden Titelträger von 2012.

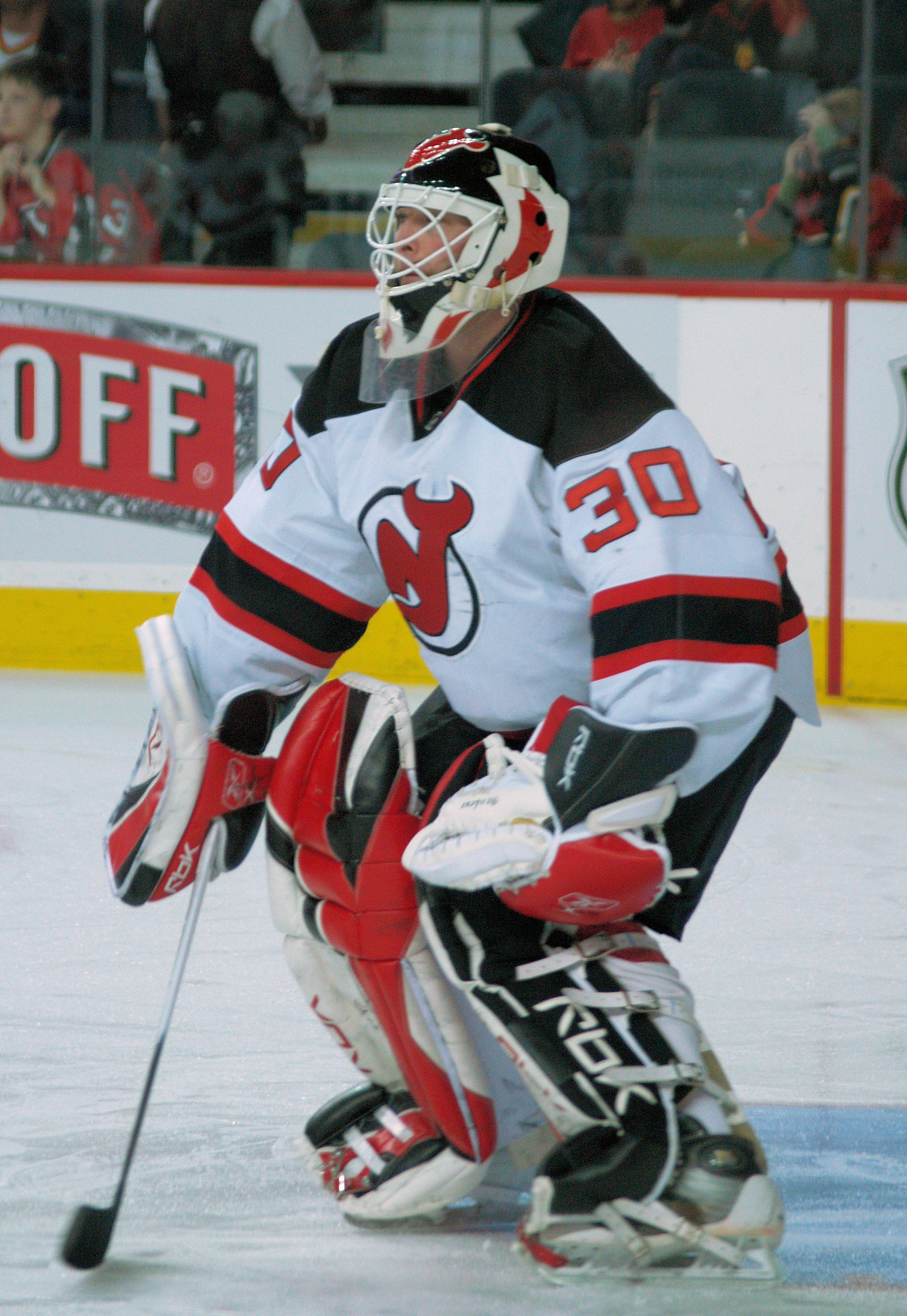
Martin Brodeur gewann die Trophäe fünfmal.

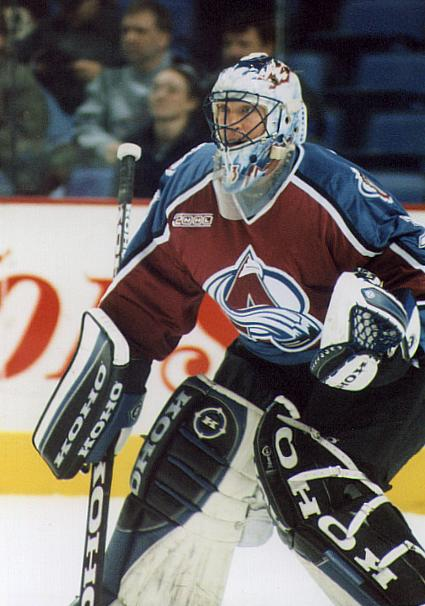
Patrick Roy erhielt die Trophäe fünfmal mit den Montréal Canadiens und der Colorado Avalanche.

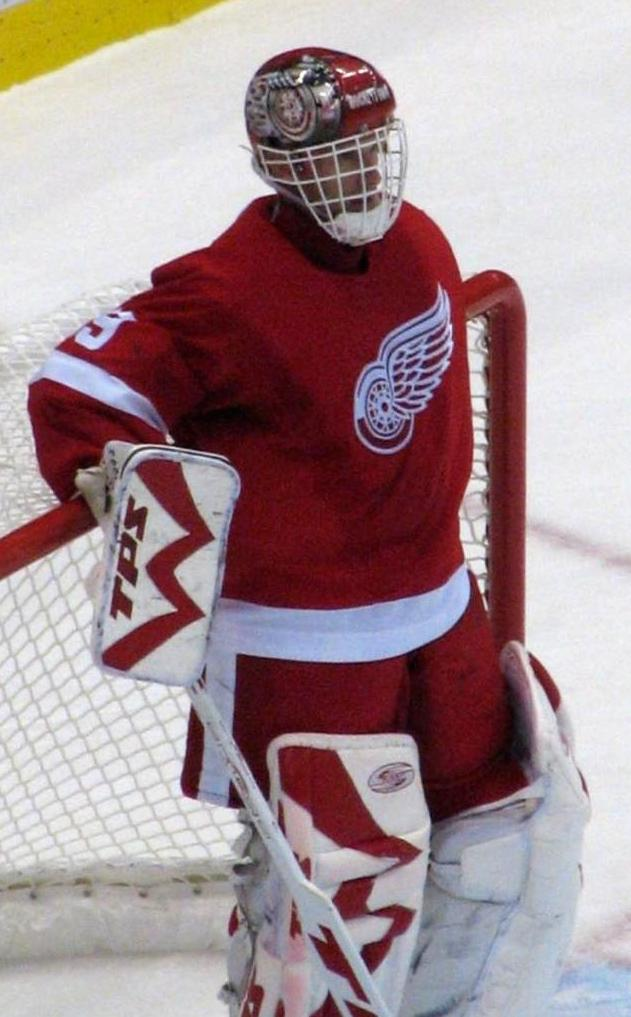
Dominik Hašek, dreifacher Gewinner, wurde als erster Europäer ausgezeichnet.

| Jahr | Name              |                    | Team                  | Sp | GT  | GTS  | Ges. |
| ---- | ----------------- | ------------------ | --------------------- | -- | --- | ---- | ---- |
| 2025 | Connor Hellebuyck | Vereinigte Staaten | Winnipeg Jets         | 63 | 125 | 2.00 | 191  |
| 2024 | Connor Hellebuyck | Vereinigte Staaten | Winnipeg Jets         | 60 | 142 | 2.39 | 199  |
| 2023 | Linus Ullmark     | Schweden           | Boston Bruins         | 49 | 91  | 1.89 | 177  |
| 2023 | Jeremy Swayman    | Vereinigte Staaten | Boston Bruins         | 37 | 76  | 2.27 | 177  |
| 2022 | Frederik Andersen | Danemark           | Carolina Hurricanes   | 52 | 111 | 2.17 | 202  |
| 2022 | Antti Raanta      | Finnland           | Carolina Hurricanes   | 28 | 62  | 2.45 | 202  |
| 2021 | Marc-André Fleury | Kanada             | Vegas Golden Knights  | 36 | 71  | 1.98 | 124  |
| 2021 | Robin Lehner      | Schweden           | Vegas Golden Knights  | 19 | 44  | 2.29 | 124  |
| 2020 | Tuukka Rask       | Finnland           | Boston Bruins         | 41 | 85  | 2.12 | 174  |
| 2020 | Jaroslav Halák    | Slowakei           | Boston Bruins         | 31 | 73  | 2.39 | 174  |
| 2019 | Robin Lehner      | Schweden           | New York Islanders    | 46 | 93  | 2.13 | 196  |
| 2019 | Thomas Greiss     | Deutschland        | New York Islanders    | 43 | 87  | 2.28 | 196  |
| 2018 | Jonathan Quick    | Vereinigte Staaten | Los Angeles Kings     | 64 | 147 | 2.40 | 203  |
| 2017 | Braden Holtby     | Kanada             | Washington Capitals   | 63 | 127 | 2.07 | 182  |
| 2016 | Frederik Andersen | Danemark           | Anaheim Ducks         | 43 | 88  | 2.30 | 192  |
| 2016 | John Gibson       | Vereinigte Staaten | Anaheim Ducks         | 40 | 79  | 2.07 | 192  |
| 2015 | Carey Price       | Kanada             | Canadiens de Montréal | 66 | 130 | 1.96 | 189  |
| 2015 | Corey Crawford    | Kanada             | Chicago Blackhawks    | 57 | 126 | 2.27 | 189  |
| 2014 | Jonathan Quick    | Vereinigte Staaten | Los Angeles Kings     | 49 | 100 | 2.07 | 174  |
| 2013 | Corey Crawford    | Kanada             | Chicago Blackhawks    | 30 | 57  | 1.94 | 102  |
| 2013 | Ray Emery         | Kanada             | Chicago Blackhawks    | 21 | 36  | 1.94 | 102  |
| 2012 | Jaroslav Halák    | Slowakei           | St. Louis Blues       | 46 | 90  | 1.97 | 165  |
| 2012 | Brian Elliott     | Kanada             | St. Louis Blues       | 38 | 58  | 1.56 | 165  |
| 2011 | Roberto Luongo    | Kanada             | Vancouver Canucks     | 60 | 126 | 2.11 | 185  |
| 2011 | Cory Schneider    | Kanada             | Vancouver Canucks     | 25 | 51  | 2.23 | 185  |
| 2010 | Martin Brodeur    | Kanada             | New Jersey Devils     | 77 | 168 | 2.24 | 191  |
| 2009 | Tim Thomas        | Vereinigte Staaten | Boston Bruins         | 54 | 114 | 2.10 | 196  |
| 2009 | Manny Fernandez   | Kanada             | Boston Bruins         | 28 | 71  | 2.59 | 196  |
| 2008 | Chris Osgood      | Kanada             | Detroit Red Wings     | 43 | 84  | 2.09 | 184  |
| 2008 | Dominik Hašek     | Tschechien         | Detroit Red Wings     | 41 | 84  | 2.14 | 184  |
| 2007 | Manny Fernandez   | Kanada             | Minnesota Wild        | 44 | 103 | 2.55 | 191  |
| 2007 | Niklas Bäckström  | Finnland           | Minnesota Wild        | 41 | 73  | 1.97 | 191  |
| 2006 | Miikka Kiprusoff  | Finnland           | Calgary Flames        | 74 | 151 | 2.07 | 200  |
| 2004 | Martin Brodeur    | Kanada             | New Jersey Devils     | 75 | 154 | 2.03 | 164  |
| 2003 | Martin Brodeur    | Kanada             | New Jersey Devils     | 73 | 147 | 2.02 | 166  |
| 2003 | Roman Čechmánek   | Tschechien         | Philadelphia Flyers   | 58 | 102 | 1.83 | 166  |
| 2003 | Robert Esche      | Vereinigte Staaten | Philadelphia Flyers   | 30 | 60  | 2.20 | 166  |
| 2002 | Patrick Roy       | Kanada             | Colorado Avalanche    | 63 | 122 | 1.94 | 169  |
| 2001 | Dominik Hašek     | Tschechien         | Buffalo Sabres        | 67 | 137 | 2.11 | 184  |
| 2000 | Roman Turek       | Tschechien         | St. Louis Blues       | 67 | 129 | 1.95 | 165  |
| 1999 | Ed Belfour        | Kanada             | Dallas Stars          | 61 | 117 | 1.99 | 168  |
| 1999 | Roman Turek       | Tschechien         | Dallas Stars          | 26 | 48  | 2.08 | 168  |
| 1998 | Martin Brodeur    | Kanada             | New Jersey Devils     | 70 | 130 | 1.89 | 166  |
| 1997 | Martin Brodeur    | Kanada             | New Jersey Devils     | 67 | 120 | 1.88 | 182  |
| 1997 | Mike Dunham       | Vereinigte Staaten | New Jersey Devils     | 26 | 43  | 2.55 | 182  |
| 1996 | Chris Osgood      | Kanada             | Detroit Red Wings     | 50 | 106 | 2.17 | 181  |
| 1996 | Mike Vernon       | Kanada             | Detroit Red Wings     | 32 | 70  | 2.26 | 181  |
| 1995 | Ed Belfour        | Kanada             | Chicago Blackhawks    | 42 | 93  | 2.28 | 115  |
| 1994 | Dominik Hašek     | Tschechien         | Buffalo Sabres        | 58 | 109 | 1.95 | 218  |
| 1994 | Grant Fuhr        | Kanada             | Buffalo Sabres        | 32 | 106 | 3.69 | 218  |
| 1993 | Ed Belfour        | Kanada             | Chicago Blackhawks    | 71 | 177 | 2.59 | 239  |
| 1992 | Patrick Roy       | Kanada             | Montréal Canadiens    | 67 | 155 | 2.36 | 207  |
| 1991 | Ed Belfour        | Kanada             | Chicago Blackhawks    | 74 | 170 | 2.47 | 211  |
| 1990 | Andy Moog         | Kanada             | Boston Bruins         | 46 | 122 | 2.89 | 232  |
| 1990 | Réjean Lemelin    | Kanada             | Boston Bruins         | 43 | 108 | 2.80 | 232  |
| 1989 | Patrick Roy       | Kanada             | Montréal Canadiens    | 48 | 113 | 2.47 | 218  |
| 1989 | Brian Hayward     | Kanada             | Montréal Canadiens    | 36 | 101 | 2.90 | 218  |
| 1988 | Patrick Roy       | Kanada             | Montréal Canadiens    | 45 | 125 | 2.90 | 238  |
| 1988 | Brian Hayward     | Kanada             | Montréal Canadiens    | 39 | 107 | 2.86 | 238  |
| 1987 | Patrick Roy       | Kanada             | Montréal Canadiens    | 46 | 131 | 2.93 | 241  |
| 1987 | Brian Hayward     | Kanada             | Montréal Canadiens    | 37 | 102 | 2.81 | 241  |
| 1986 | Bob Froese        | Kanada             | Philadelphia Flyers   | 51 | 116 | 2.55 | 241  |
| 1986 | Darren Jensen     | Kanada             | Philadelphia Flyers   | 29 | 88  | 3.68 | 241  |
| 1985 | Tom Barrasso      | Vereinigte Staaten | Buffalo Sabres        | 54 | 144 | 2.67 | 237  |
| 1985 | Bob Sauvé         | Kanada             | Buffalo Sabres        | 27 | 84  | 3.22 | 237  |
| 1984 | Al Jensen         | Kanada             | Washington Capitals   | 43 | 117 | 2.91 | 226  |
| 1984 | Pat Riggin        | Kanada             | Washington Capitals   | 41 | 102 | 2.66 | 226  |
| 1983 | Roland Melanson   | Kanada             | New York Islanders    | 44 | 109 | 2.66 | 226  |
| 1983 | Billy Smith       | Kanada             | New York Islanders    | 41 | 112 | 2.87 | 226  |
| 1982 | Rick Wamsley      | Kanada             | Montréal Canadiens    | 38 | 101 | 2.75 | 223  |
| 1982 | Denis Herron      | Kanada             | Montréal Canadiens    | 27 | 68  | 2.64 | 223  |

## Ranglisten
Mit jeweils fünf Siegen konnten die beiden Torhüter Martin Brodeur und Patrick Roy die William M. Jennings Trophy bisher am häufigsten gewinnen. Dahinter folgt Ed Belfour mit vier Titeln. Insgesamt gelang es bisher zehn Torhütern, die Trophäe mehrfach zu gewinnen.
Brodeur, der seit 1992 für die New Jersey Devils spielt, ist gleichzeitig auch der Spieler, der die meisten Titel mit derselben Mannschaft erringen konnte. Zudem teilte er sich nur bei seinem ersten Gewinn 1997 die Trophäe mit seinem Ersatztorhüter Mike Dunham, bevor er den Titel viermal alleine errang. In der Saison 2003/04 stellte er mit seiner Mannschaft einen neuen NHL-Rekord auf, als er in der regulären Saison nur 164 Gegentore kassierte. In der Saison 2011/12 verfehlte das Torhütergespann der St. Louis Blues diesen Rekord nur um ein Tor.
Mit einem Anteil von etwa 70 % stammt der größte Teil der Gewinner aus Kanada. Tom Barrasso aus den USA gelang es 1985 als erstem nicht-kanadischen Torhüter, die Auszeichnung zu gewinnen. Neun Jahre später gewann Dominik Hašek aus Tschechien als erster Europäer die Trophäe.
Seit 1982 schlossen die Canadiens de Montréal sechs Mal die Saison mit den wenigsten Gegentoren der Liga ab und halten damit den Rekord.
|    | Spieler        | Team(s) | Anzahl |
| -- | -------------- | ------- | ------ |
| 1. | Martin Brodeur |         | 5      |
| 1. | Patrick Roy    |         | 5      |
| 3. | Ed Belfour     |         | 4      |
| 4. | Brian Hayward  |         | 3      |
| 4. | Dominik Hašek  |         | 3      |

|    | Nationalität       | Anzahl |
| -- | ------------------ | ------ |
| 1. | Kanada             | 43     |
| 2. | Vereinigte Staaten | 9      |
| 3. | Tschechien         | 6      |
| 4. | Finnland           | 4      |
| 5. | Schweden           | 3      |
| 6. | Slowakei           | 2      |
| 6. | Dänemark           | 2      |
| 8. | Deutschland        | 1      |

|    | Mannschaft            | Anzahl* |
| -- | --------------------- | ------- |
| 1. | Canadiens de Montréal | 6       |
| 2. | New Jersey Devils     | 5       |
| 3. | Chicago Blackhawks    | 5       |